# História de Agualva-Cacém
Apesar da designação oficial ser "Agualva-Cacém", toda a população a designa globalmente por "Cacém". 
Assim, em termos práticos, quando uma pessoa diz "moro no Cacém", pode estar a referir-se a qualquer uma das 4 freguesias que compõem a cidade.
Até recentemente, este nome pertencia a uma freguesia com 16 km² de área. 
Em 2001 ainda existia, e o censo realizado nesse ano contou 81 845 habitantes, o que dava uma densidade demográfica de 7789,6 h/km². 
A freguesia foi elevada a cidade em 12 de Julho de 2001, tendo sido administrativamente desdobrada nas freguesias de Agualva, Cacém, Mira-Sintra e São Marcos no dia 24 do mesmo mês.
Posteriormente, pela Lei nº 11-A/2013 de 28 de janeiro, estas 4 freguesias foram agrupadas em apenas duas com a seguinte designação:
- União das Freguesias de Agualva e Mira-Sintra
- União das Freguesias de Cacém e São Marcos

Após a elevação de Agualva-Cacém a cidade, esta passou por vários projectos de beneficiação por parte da Câmara Municipal de Sintra, mas também por parte do famoso Programa Polis (projecto para a requalificação das cidades europeias).
No primeiro trimestre do ano de 2006, contaram-se em Agualva-Cacém cerca de 180.000 habitantes, número que tende a aumentar nos próximos anos, podendo atingir os 200.000 habitantes em 2010 segundo um estudo, tornando-se assim a segunda maior cidade da Área Metropolitana de Lisboa e a quinta de Portugal.